# Cneu Servílio Cepião (cônsul em 203 a.C.)
Cneu Servílio Cepião (m. 174 a.C.; em latim: Gnaeus Servilius Caepio) foi um político da gente Servília da República Romana eleito cônsul em 203 a.C. com Caio Servílio Gêmino. Era filho de Cneu Servílio Cepião, cônsul em 253 a.C., e pai de Cneu Servílio Cepião, cônsul em 169 a.C..

## Segunda Guerra Púnica
Cepião foi eleito pontífice em 213 a.C. no lugar de Caio Papíro Maso, edil curul em 206 a.C., celebrando jogos três vezes, e pretor urbano em 205 a.C.

## Consulado (203 a.C.)
Em 203 a.C., foi eleito cônsul com Caio Servílio Gêmino. Durante seu mandato, recebeu Brúcio como sua província e foi o último general a lutar contra Aníbal na península Itálica. A luta aconteceu nos arredores de Crotona, mas não há nenhuma informação adicional sobre a batalha.
Quando Aníbal abandonou a Itália, Cepião foi para a Sicília com a intenção de persegui-lo até a África. Para evitar que ele agisse de forma precipitada, o Senado, temendo que o cônsul não acatasse suas ordens, nomeou Públio Sulpício Galba Máximo ditador e ele chamou Cepião de volta à Itália.

## Anos finais
Em 192 a.C., Cepião foi enviado com outros diplomatas à Grécia para tentar obter aliados na guerra contra Antíoco III, o Grande. Morreu numa epidemia em 174 a.C.